# 真染色質

真染色質（又譯同染色質或常染色质）是基因密度較低的染色質，多在细胞周期的S期进行复制，且通常具有轉錄活性，能夠生產蛋白質。真染色質在真核生物與原核生物的細胞中皆存在。與其相對而言，另一類通常無法轉譯成為蛋白質的染色質，則稱為異染色質（heterochromatin）。在細胞中，92%的人類基因體是真染色質，剩餘部分是異染色質。